# Rode paradijsvogel
De Rode paradijsvogel (Paradisaea rubra) is een middelgrote paradijsvogel (Paradisaeidae) uit de orde zangvogels en de superfamilie Corvoidea.

## Kenmerken
De rode paradijsvogel kan ongeveer 33  cm lang kan worden, exclusief de lange staart bij het mannetje. De rode paradijsvogel is 11 cm kleiner dan de grote paradijsvogel, waar hij wel wat op lijkt. Het mannetje van de rode paradijsvogel is kastanjebruin op de borst en een bruingele rug en hij heeft een donker smaragdgroene keel. Het mannetje van de grote paradijsvogel heeft onder de groen keel nog donkerbruine veren op de borst, terwijl de rode paradijsvogel daar geel is dat doorloopt tot op de rug. Hij is zo groot aan de kleine paradijsvogel en heeft karmijnrode sierveren aan de flanken, terwijl de andere paradijsvogels daar gele veren hebben. Verder heeft deze paradijsvogel (zoals alle soorten van dit geslacht) twee lange, draadvormige, gekrulde (als kurkentrekker) sierveren die uit de staart steken; daardoor kan de vogel 72 cm lang worden. Het kan tot zeven jaar duren voor het mannetje dit prachtkleed heeft.
Het vrouwtje is een kastanjebruine vogel met een donkerbruine kop. Zij verschilt van de andere paradisaea-soorten door veel groter contrast tussen het zwart aan de voorkant van haar kop en de veel lichtere hals en rug. Ze heeft een geelbruine buik, zonder streping. Het vrouwtje van de grote paradijsvogel is veel donkerder op de buikzijde.
De mannetjes behoren tot de spectaculaire verschijningen onder de paradijsvogels. De mannetjes zijn polygaam.

## Verspreiding en leefgebied
De Rode paradijsvogel is een endemische vogelsoort uit West-Papoea die voorkomt in de laaglandregenwouden van de eilanden Waigeo en Batanta tot op een hoogte van 600 m. Het verspreidingsgebied overlapt daar met dat van de Wilsons paradijsvogel.

## Status als beschermde diersoort
Hybridisatie tussen deze twee soorten is niet overtuigend vastgesteld, maar wordt verwacht, omdat het ook is waargenomen bij veel andere paradijsvogels. Op het eiland Waigeo is de infrastructuur gebrekkig en het landschap lastig toegankelijk. In de jaren 1980 is het Pulau Waigeo natuurreservaat opgericht dat 1.530 km² groot is, maar er zijn berichten dat het aanzienlijk is verkleind in oppervlakte. Verder vindt er selectieve houtkap plaats in het noorden van Waigeo en de zuidoosthoek van het eiland werd in 1982 verwoest door brand. Er wordt ook gevreesd voor de aanleg van een kobaltmijn. Aantasting van het leefgebied in de toekomst is niet onwaarschijnlijk, daarom staat de rode paradijsvogel als gevoelig op de Rode Lijst van de IUCN. Handel (levend, dood of in onderdelen) in deze vogelsoort (en alle andere paradijsvogels) is volgens de overeenkomst inzake de internationale handel in bedreigde soorten wilde dieren en planten (het CITES-verdrag) verboden.